# Man Overboard
Man Overboard je dvanácté sólové studiové album anglického hudebníka Iana Huntera, vydané v červenci 2009 společností New West Records. Nahráno bylo ve studiu A-Pawling v newyorském Pawlingu, některé party byly nahrány ve studiích v Indianapolisu (Indiana) a v Hobokenu (New Jersey). Spolu s Hunterem jej produkoval jeho dlouholetý spolupracovník Andy York. Kromě nich dvou na albu hráli stejní hudebníci jako na předchozím počinu, albu Shrunken Heads (2007), například James Mastro, Andy Burton a Jack Petruzzelli.

## Seznam skladeb
Autorem všech skladeb je Ian Hunter, s výjimkou „The Great Escape“, kterou napsal spolu s Andym Yorkem.
| Pořadí         | Název                | Délka |
| -------------- | -------------------- | ----- |
| 1.             | The Great Escape     | 4:29  |
| 2.             | Arms and Legs        | 4:34  |
| 3.             | Up and Running       | 3:47  |
| 4.             | Man Overboard        | 5:16  |
| 5.             | Babylon Blues        | 4:54  |
| 6.             | Girl from the Office | 4:35  |
| 7.             | Flowers              | 3:32  |
| 8.             | These Feelings       | 4:01  |
| 9.             | Win It All           | 2:24  |
| 10.            | Way with Words       | 4:15  |
| 11.            | River of Tears       | 5:35  |
| Celková délka: | Celková délka:       | 47:22 |

## Obsazení

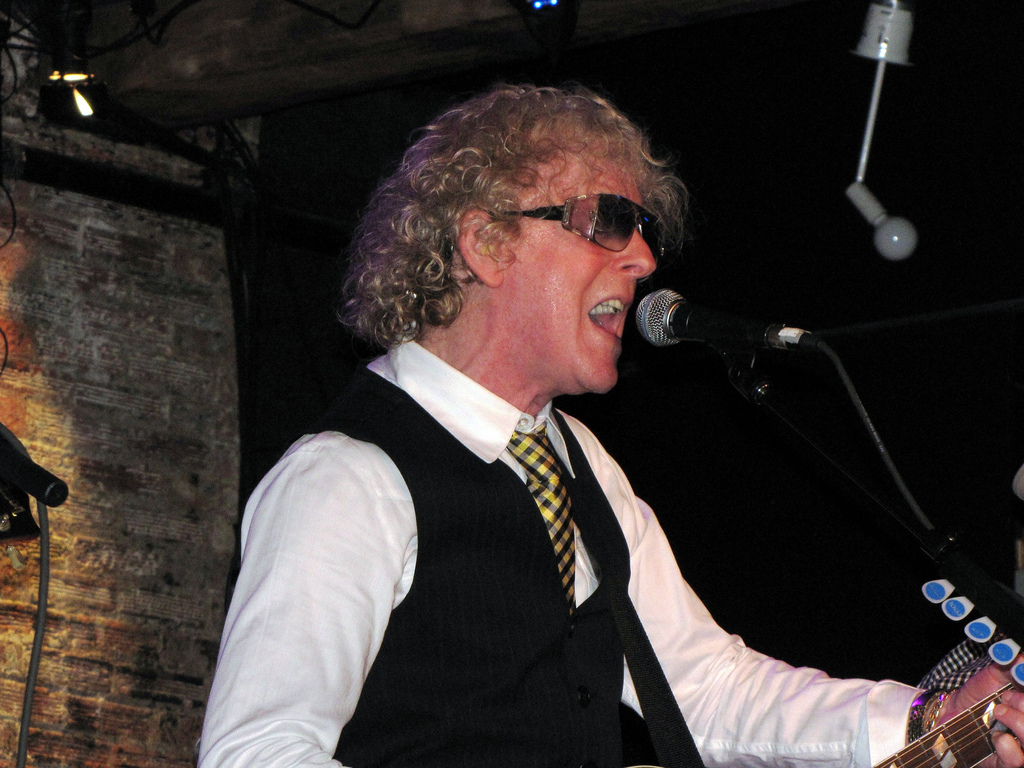
Ian Hunter (2010)

- Ian Hunter – zpěv, kytara, klavír, harmonika
- Andy York – kytara, banjo, perkuse, vibrafon, Chamberlin, orchestrace, doprovodné vokály
- James Mastro – kytara, mandolína, buzuki
- Jack Petruzzelli – kytara
- Mark Bosch – kytara
- Andy Burton – klavír, varhany, marxofon, akordeon, harmonium, cembalo
- Paul Page – baskytara
- Steve Holley – bicí, perkuse
- Dane Clark – tabla
- Rick Tedesco – doprovodné vokály
- Cat Martino – doprovodné vokály